# Rosewall Creek Provincial Park
Der Rosewall Creek Provincial Park (oder auch nur Rosewall Creek Park) ist ein mehrteiliger Provincial Park im Südwesten der kanadischen Provinz British Columbia. Der nur etwa 54 Hektar (ha) große Park liegt an der zentralen Ostküste von Vancouver Island, im Süden des Comox Valley Regional District.

## Anlage
Der Park liegt etwa auf halber Strecke zwischen Courtenay im Nordwesten und Qualicum Beach im Südosten. Die beiden diese Städte verbindenden Highways, der Highway 19 und der Highway 19A, durchqueren dabei den Park in Nord-Süd-Richtung. Ebenso wird er von einer Eisenbahnstrecke der Esquimalt and Nanaimo Railway durchquert. Zentraler Bestandteil des Parks ist der namensgebende Rosewall Creek. Der Bach kommt von Westen und fließt bis zu den Highways in Richtung Osten, dort ändert er seine Richtung und fließt dann in Richtung Norden. Wenige Kilometer nachdem er den Park verlassen hat mündet er in die Mud Bay, eine Bucht am Baynes Sound zwischen Vancouver Island und dem östlich gelegenen Denman Island. 
Bei dem Provinzpark handelt es sich um ein Schutzgebiet der IUCN-Kategorie II (Nationalpark).

## Geschichte
Der Park wurde am 14. Mai 1956 als einer der Provincial Parks in British Columbia eingerichtet. Es wurde im Laufe seines Bestehens mehrmals seine Größe und/oder die Rechtsgrundlage für seinen Schutz geändert. Zuletzt wurde im Jahr 2000 seine Grenzziehung geändert.
Wie jedoch grundsätzlich bei allen Provinzparks in British Columbia gilt auch für diesen, dass die Gegend, lange bevor sie von europäischen Einwanderern besiedelt oder sie Teil eines Parks wurde, Jagd- und Siedlungsgebiet verschiedener Gruppen der First Nations war, in diesem Falle der Qualicum.

## Flora und Fauna
Mit dem Biogeoclimatic Ecological Classification (BEC) Zoning System wird das Ökosystem von British Columbia in verschiedene biogeoklimatische Zonen eingeteilt. Biogeoklimatische Zonen zeichnen sich durch ein grundsätzlich identisches oder sehr ähnliches Klima sowie gleiche oder sehr ähnliche biologische und geologische Voraussetzungen aus. Daraus resultiert in den jeweiligen Zonen dann grundsätzlich auch ein sehr ähnlicher Bestand an Pflanzen und Tieren. Innerhalb dieser Systematik wird der Park der Coastal Western Hemlock Zone zugeordnet.
Der Rosewall Creek ist ein Laichfluss für Silberlachse.

## Aktivitäten
Der Park verfügt, außer einem Picknickbereich, über keine touristische Infrastruktur.
Auf Initiative einer lokalen Gruppe wird an einem der Picknickbereiche des Parks mit einer Gedenktafel an Ian Philip McDonald erinnert. Der in der Gegend aufgwachsene junge Mann hatte sich im Zweiten Weltkrieg freiwillig zu den kanadischen Streitkräfen gemeldet und war dann im Rahmen der Alliierten Invasion in der Normandie gefallen.